# Джадсон (Південна Кароліна)
Джадсон (англ. Judson) — переписна місцевість (CDP) в США, в окрузі Грінвілл штату Південна Кароліна. Населення — 2352 особи (2020).

## Географія
Джадсон розташований за координатами 34°50′1″ пн. ш. 82°25′38″ зх. д. / 34.83361° пн. ш. 82.42722° зх. д. (34.833515, -82.427160).  За даними Бюро перепису населення США в 2010 році переписна місцевість мала площу 2,05 км², уся площа — суходіл.

## Демографія
Згідно з переписом 2010 року, у переписній місцевості мешкало 2050 осіб у 765 домогосподарствах у складі 493 родин. Густота населення становила 999 осіб/км².  Було 1025 помешкань (500/км²).
Расовий склад населення:
| - 59,2 % — чорних або афроамериканців - 30,5 % — білих - 0,5 % — корінних американців - 0,1 % — азіатів - 5,6 % — осіб інших рас |

До двох чи більше рас належало 4,0 %. Частка іспаномовних становила 13,1 % від усіх жителів.
За віковим діапазоном населення розподілялося таким чином: 27,0 % — особи молодші 18 років, 63,9 % — особи у віці 18—64 років, 9,1 % — особи у віці 65 років та старші. Медіана віку мешканця становила 34,5 року. На 100 осіб жіночої статі у переписній місцевості припадало 99,8 чоловіків;  на 100 жінок у віці від 18 років та старших — 95,9 чоловіків також старших 18 років.
Середній дохід на одне домашнє господарство  становив 26 792 долари США (медіана — 18 333), а середній дохід на одну сім'ю — 33 464 долари (медіана — 22 813). Медіана доходів становила 22 045 доларів для чоловіків та 28 060 доларів для жінок. За межею бідності перебувало 38,7 % осіб, у тому числі 58,0 % дітей у віці до 18 років та 24,1 % осіб у віці 65 років та старших.
Цивільне працевлаштоване населення становило 750 осіб. Основні галузі зайнятості: виробництво — 18,1 %, освіта, охорона здоров'я та соціальна допомога — 18,0 %, роздрібна торгівля — 17,2 %.